# Musofóbia

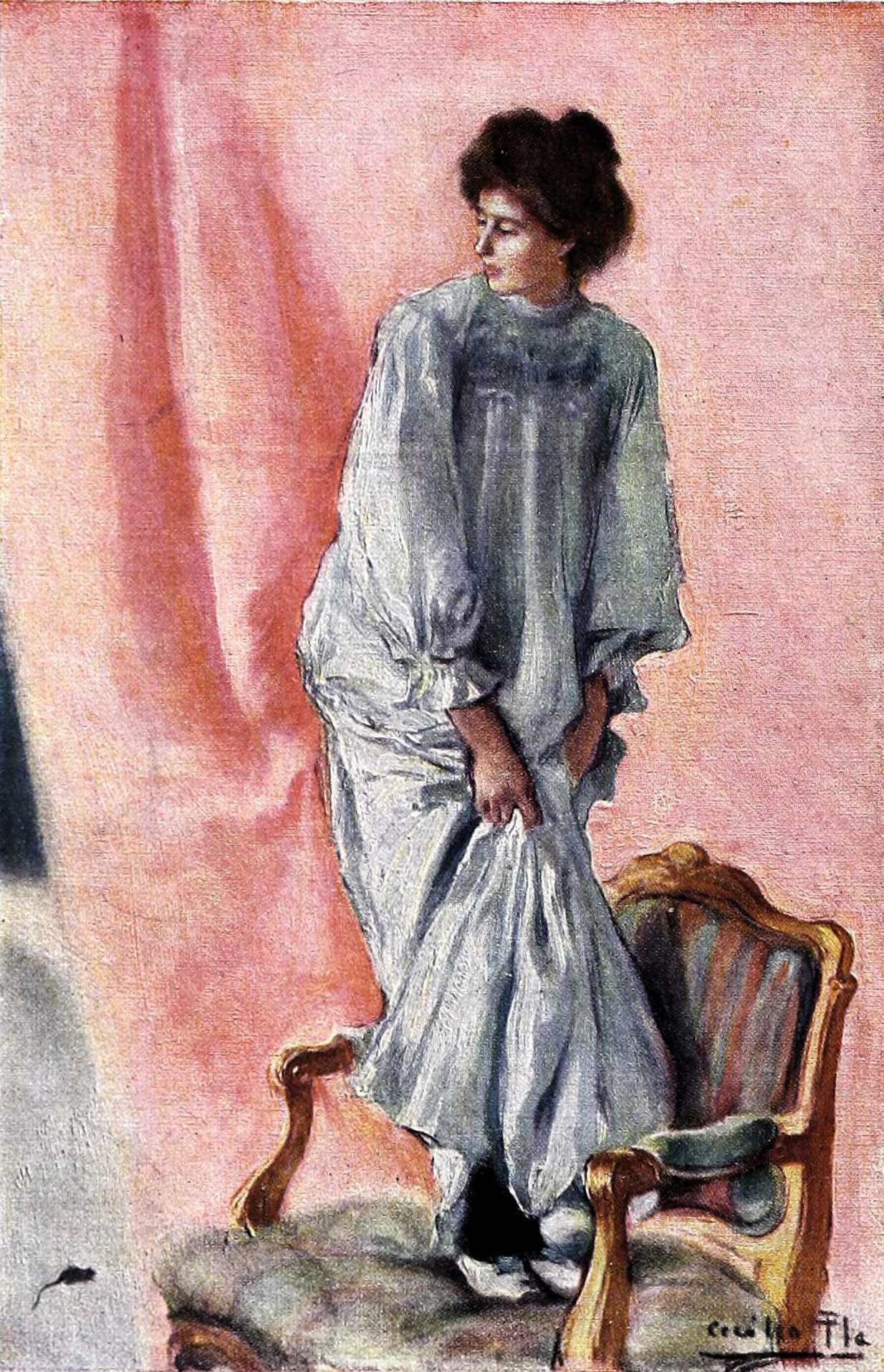
A nemi szerepek sztereotípiái közé tartozik az egér elől székre menekülő nő

A musofóbia az egerektől és patkányoktól való viszolygás vagy ösztönös félelem. A leggyakoribb fóbiák egyike. 
Csak az aránytalanul nagy és észszerűtlen félelmet tekinthetjük fóbiának, az élelmiszertartalékokat megdézsmáló és betegségeket terjesztő egerek és patkányok elleni racionális védekezést nem.

## Irodalmi előfordulások
- George Orwell a főhős gondolatait ecsetelve  élményszerű leírást ad a musofóbiáról 1984 című regényében.